# Zarceus fallaciosus
Zarceus fallaciosus är en insektsart som beskrevs av Bolívar, I. 1895. Zarceus fallaciosus ingår i släktet Zarceus och familjen syrsor. IUCN kategoriserar arten globalt som livskraftig.

## Underarter
Arten delas in i följande underarter:
- Z. f. fallaciosus
- Z. f. abbreviatus
- Z. f. fuscinervis